# Austroaeschna tasmanica
Austroaeschna tasmanica, conocida en inglés como Tasmanian darner, es una especie de libélula de la familia Aeshnidae. Se encuentra en Tasmania, Australia. La especie fue descrita por primera vez por Robert Tillyard en 1916 y vive en arroyos y ríos.